# 13096 Tigris
13096 Tigris è un asteroide della fascia principale. Scoperto nel 1993, presenta un'orbita caratterizzata da un semiasse maggiore pari a 3,6512531 UA e da un'eccentricità di 0,0248447, inclinata di 2,26484° rispetto all'eclittica.